# Рапгоф, Евгений Павлович
Евгений Павлович Рапгоф (13 (25) августа 1859, Санкт-Петербург — 17 марта 1919, Петроград) — российский музыкальный педагог. Брат — Ипполит Рапгоф, русский музыкальный издатель и литератор.
- Сын — Борис Рапгоф.
- Дочь Мария была замужем за И. Ахроном.

## Биография
Окончил Санкт-Петербургскую консерваторию (1880) как пианист у Владимира Пухальского и Карла Фан-Арка, затем совершенствовался под руководством Лешетицкого.
Концертировал по России. Основал в Санкт-Петербурге вместе с братом Ипполитом «Высшие курсы фортепьянной игры», получившие известность как «Музыкальные курсы Е. П. Рапгофа». и руководил ими на протяжении многих лет, с 1894 года преподавал также в Николаевском сиротском институте. Составил ряд педагогических сборников для обучения пианистов, в том числе шесть выпусков «Собрания этюдов», шесть выпусков «Большой школы техники», собрание «Recueil des compositions classiques et modernes…» (200 фортепианных пьес). В 1888-98 музыкальный критик в газете «Sankt Petersburger Herold». После Oктябрьской революции 1917 года преподавал в 7-й районной школе музыкального просвещения.